# 哈瓦那大剧院
哈瓦那大剧院（西班牙语：Gran Teatro de La Habana）位于古巴哈瓦那普拉多大道458号的加利西亚中心。古巴国家芭蕾舞团设此，哈瓦那国际芭蕾舞节也在此举行。
哈瓦那大剧院于1838年4月15日正式开幕，设有1500个座位。 

图集
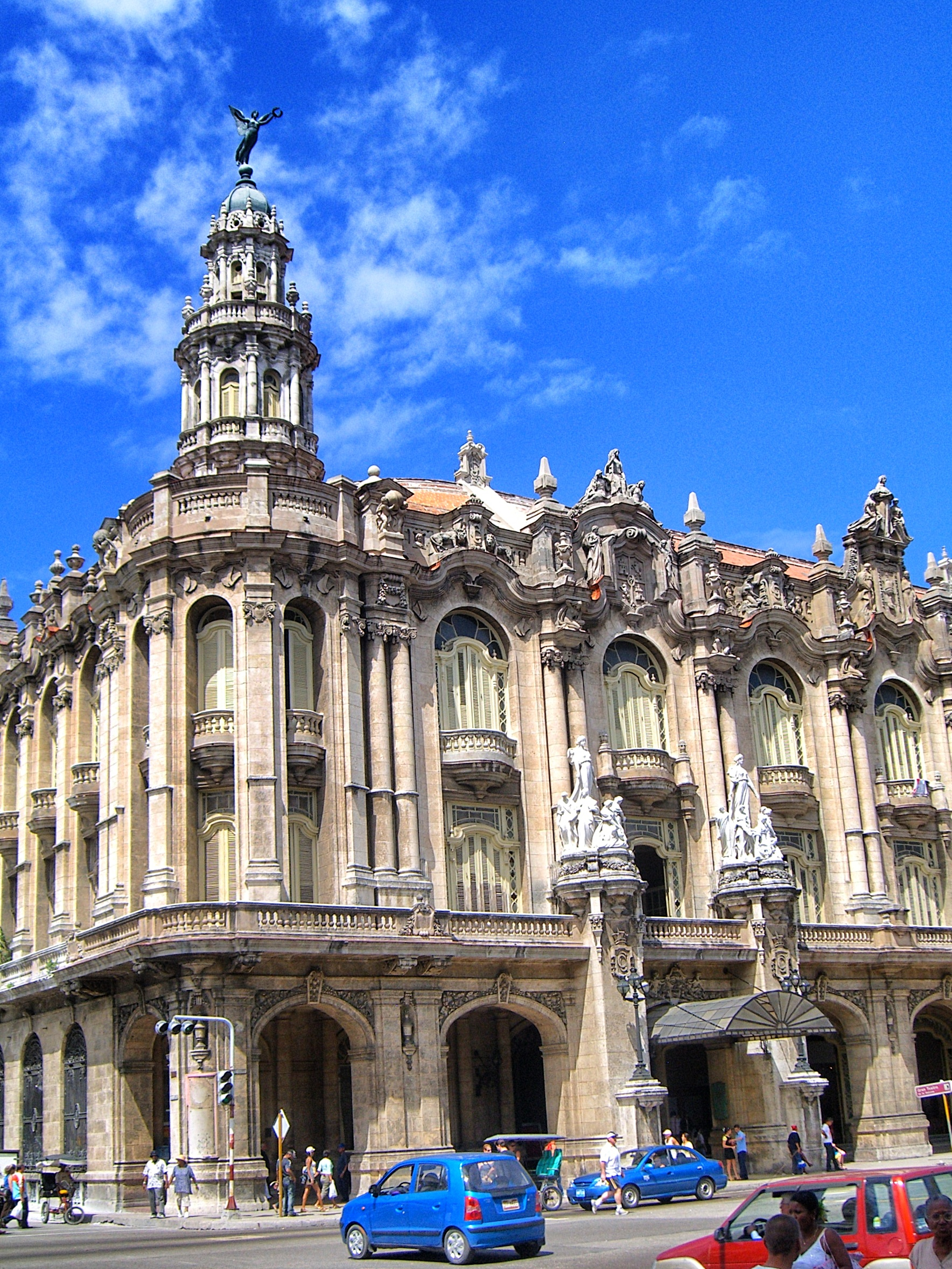
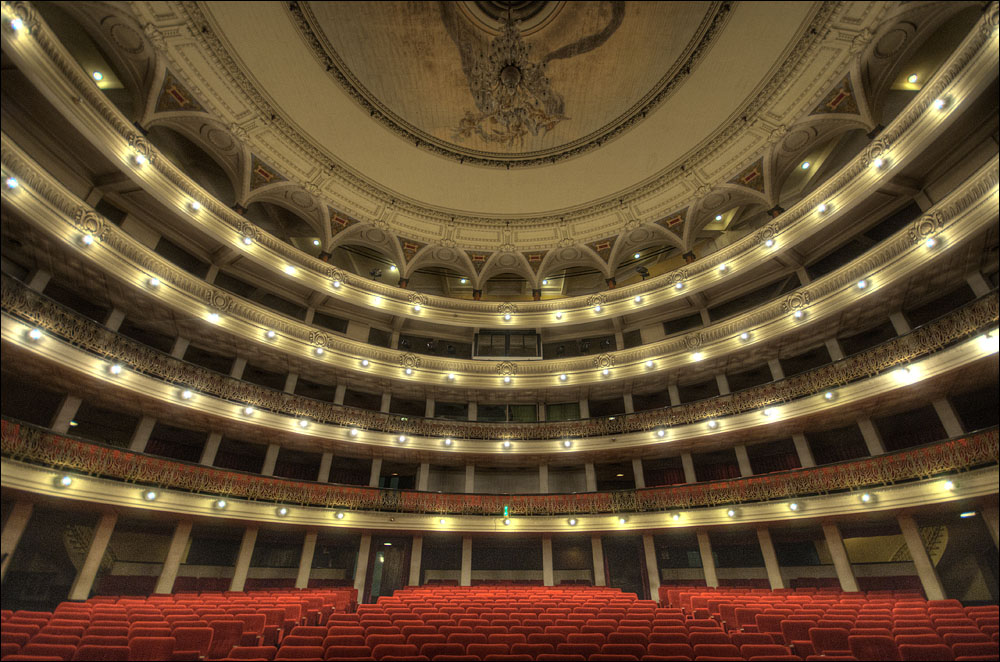
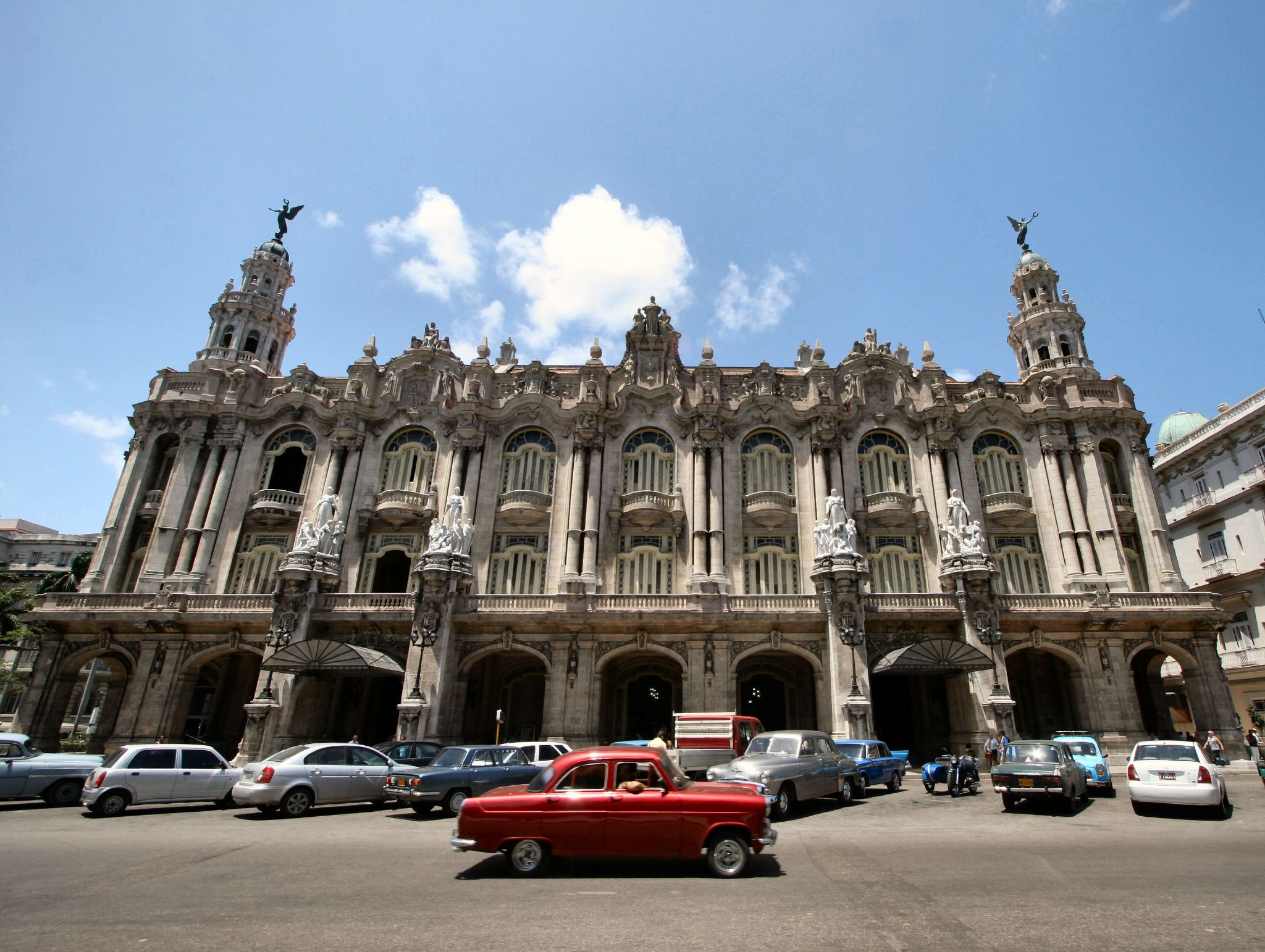
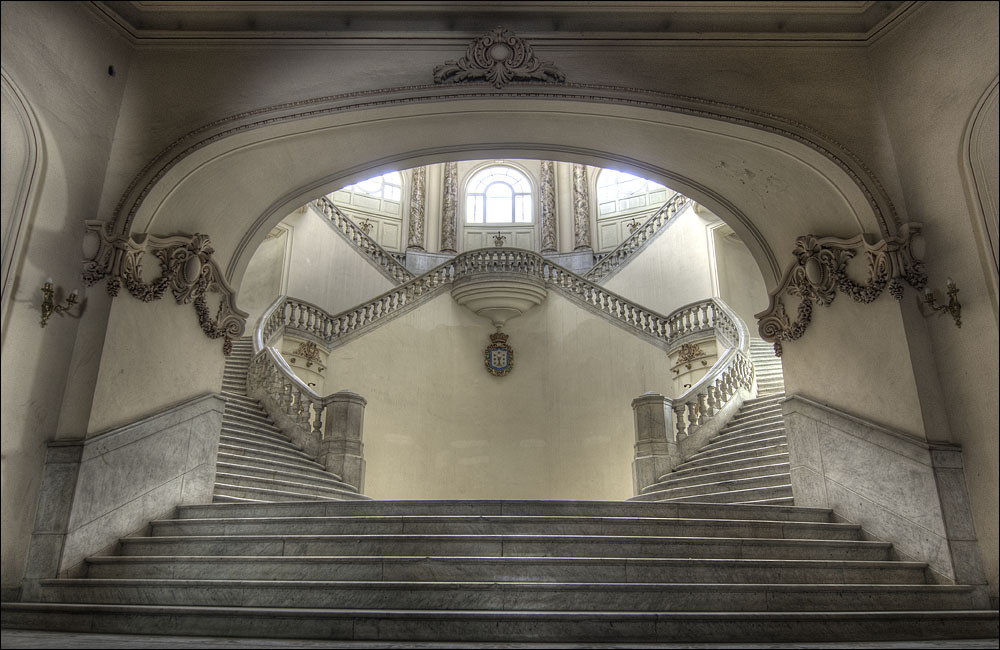
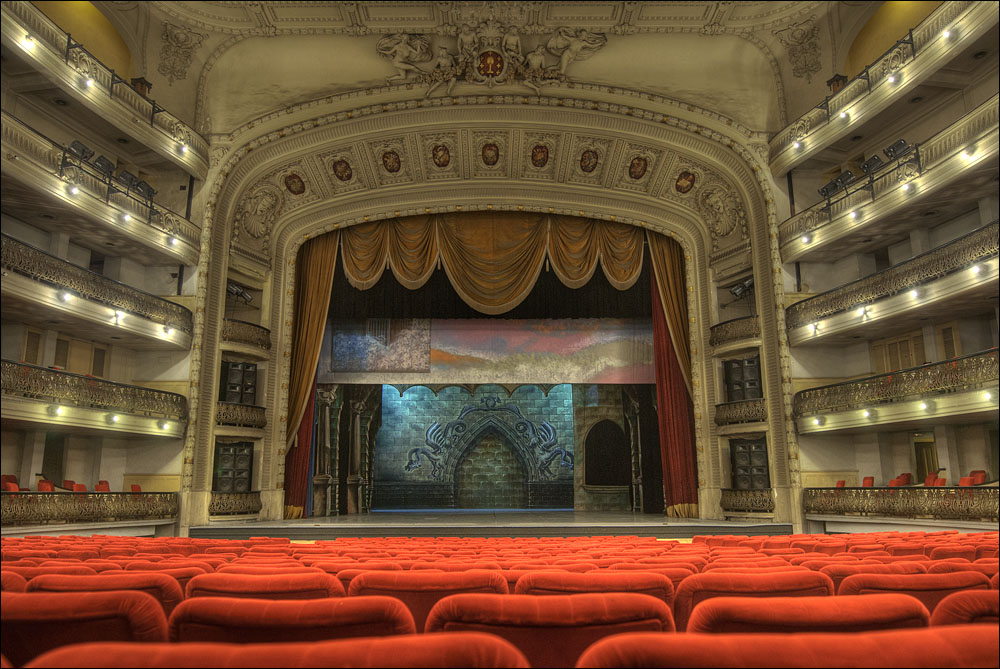